# Wolongia
Wolongia là một chi nhện trong họ Tetragnathidae.